# Scott Hall
Scott Oliver Hall (* 20. Oktober 1958 in Saint Mary’s County, Maryland; † 14. März 2022 in Marietta, Georgia) war ein US-amerikanischer Wrestler. Bekannt wurde er Mitte der 1990er Jahre als Razor Ramon in der World Wrestling Federation.
Hinter den Kulissen war er Mitglied der damaligen WWF-Gruppierung „Kliq“, die einen großen Einfluss auf das Management und somit auf den Karriereverlauf ihrer Mitglieder hatte. Als Hall von der WWF zur WCW gewechselt war, wurde er unter seinem bürgerlichen Namen eines der ersten Mitglieder des Wrestlingstables nWo, das aus dem Team „The Outsiders“ (Kevin Nash und Scott Hall) hervorging.
Zu Halls größten Erfolgen zählen der vierfache Erhalt der Intercontinental Championship sowie die zweifache Aufnahme in die WWE Hall of Fame.

## Leben
Scott Halls Vater war Offizier der United States Army. Als dieser in den 1970er Jahren nach Ramstein versetzt wurde, besuchte Scott Hall die American High School in München.
Als seine Familie in die Vereinigten Staaten zurückzog, besuchte er das St. Mary’s College in Maryland und studierte dort Medizin. Mit dem Abschluss wollte er eigentlich als Kinderarzt tätig werden. Zu dieser Zeit trainierte er bereits regelmäßig und entschied sich dann, an einer Karriere als professioneller Wrestler zu arbeiten.
Scott Hall war zweimal mit Dana Lee Burgio verheiratet. Aus dieser Ehe gingen seine zwei Kinder hervor. Die Beziehung zerbrach an Halls immer wiederkehrenden Drogen- und Alkoholproblemen. Seit 2006 war er mit Jessica Hart verheiratet und hatte einen Drogen- und Alkoholentzug hinter sich. 2007 wurde er rückfällig und befand sich zuletzt in einer von der WWE angebotenen Reha-Maßnahme.
Anfang 2013 wurde bekannt, dass Hall mit der Hilfe von Diamond Dallas Page und Jake Roberts versucht, trocken zu bleiben und seine persönlichen und körperlichen Probleme in den Griff zu bekommen.

### Wrestlingkarriere

#### Anfänge
Scott Hall bewarb sich nie bei einer Liga oder einem Veranstalter. Stattdessen verhalf ihm der Zufall zu seinem ersten Engagement als Wrestler: Der Wrestler Barry Windham entdeckte ihn während eines Einkaufsbummels in einem Supermarkt. Er wurde von Dusty Rhodes trainiert und debütierte zusammen mit seinem neuen Partner Dan Spivey als Tag Team namens „American Starship“ in den Jim Crockett Promotions. Sein damaliger Ringname lautete Starship Coyote.

### American Wrestling Association / National Wrestling Alliance
Hall entwickelte sich weiter und wechselte zur American Wrestling Association. Der Besitzer dieser Promotion, Verne Gagne, hatte immer noch unter dem Verlust von Hulk Hogan zu leiden, der zur World Wrestling Federation gewechselt war. Gagne beschloss nun, Hall ähnlich wie Hulk Hogan zuvor aufzubauen. Hall ließ sich einen Schnurrbart wachsen und führte Wrestlingaktionen aus, die denen Hogans sehr ähnlich waren. Zusammen mit Curt Hennig durfte er schließlich die „AWA World Tag Team Championship“ halten.
1989 wechselte er zu NWA World Championship Wrestling, da die AWA beschlossen hatte, Hall nun nicht weiter zu fördern und ihm daraufhin keine weiteren Titelchancen mehr gab.
Im Sommer 1989 stellte Jim Ross Hall dem Publikum vor. Neben Brian Pillman und Sid Vicious gehörte er nun zu den neuen aufstrebenden Stars der Promotion World Championship Wrestling.
Bereits 1991 trennte sich NWA World Championship Wrestling von ihrem Dachverband und bildete nun die eigenständige Promotion World Championship Wrestling.

#### World Championship Wrestling / World Wrestling Federation

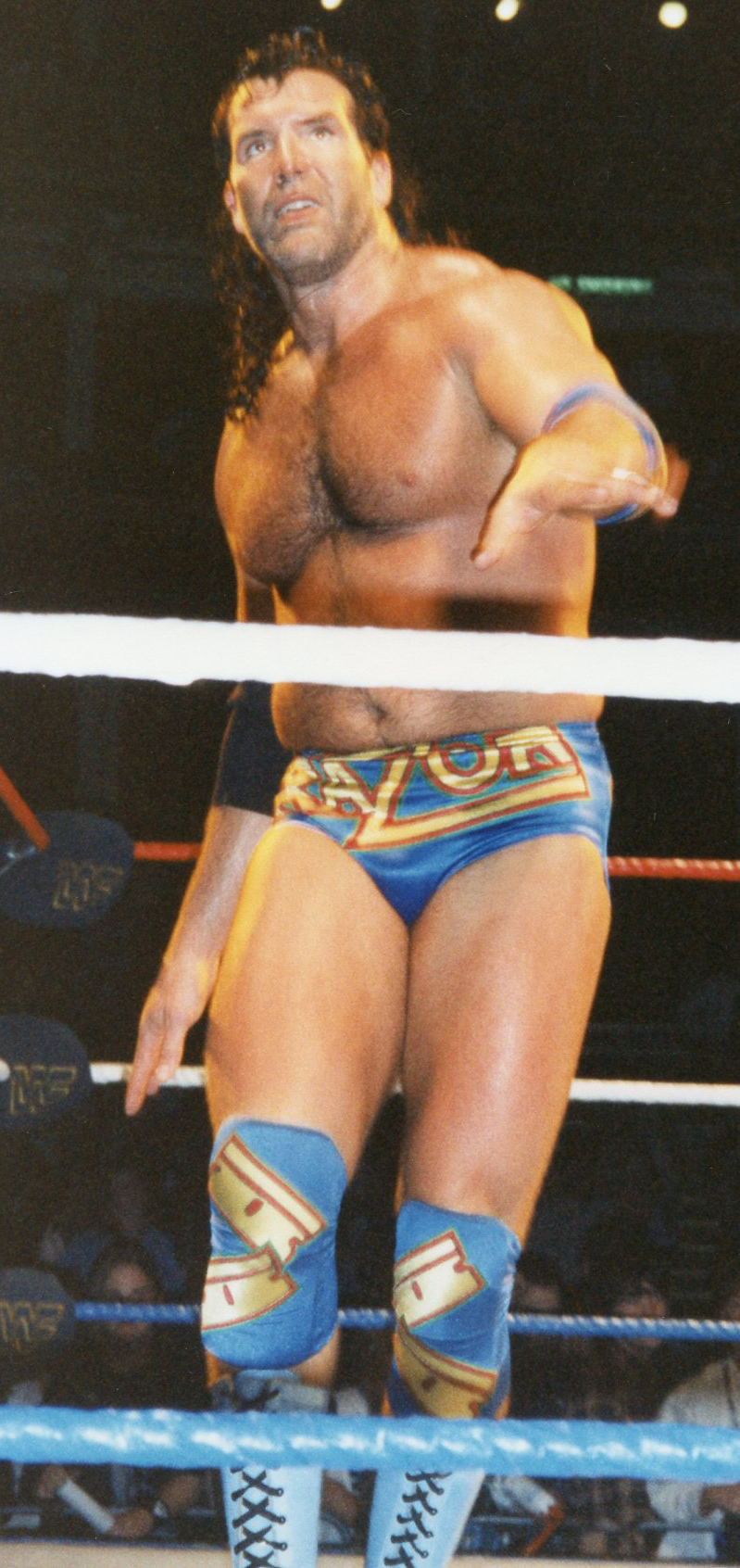
Razor Ramon bei einem WWF Event in der Royal Albert Hall (1995)

Hall wurde von der WCW übernommen und sein Gimmick wurde in das des Diamond Studd umgewandelt. Er bekam Diamond Dallas Page als Ringbegleiter zur Seite gestellt. Aber auch hier blieben ihm die großen Titelchancen verwehrt. Er zog daraus die Konsequenzen und nahm 1992 ein Angebot der damaligen World Wrestling Federation an.
Hall trat in der WWF mit seinem neuen Ringnamen Razor Ramon auf. Sein Gimmick eines „Exil-Kubaners“ war den Charakteren Tony Montana und Manny Ray aus dem Film Scarface nachempfunden. Er symbolisierte den typischen „Bad Guy“, der trotz seines schlechten Benehmens im Ring die Sympathien der Fans gewinnen konnte. Seine Markenzeichen waren der Dreitagebart, ein Zahnstocher im Mundwinkel und ein aufgesetzter kubanischer Akzent.
Hall arbeitete sich nach oben und durfte mit „Macho Man“ Randy Savage, Shawn Michaels, Diesel und anderen großen Stars der Liga arbeiten. Bei Wrestlemania 10 stand er Shawn Michaels in einem knapp zwanzig Minuten langen Leitermatch gegenüber. Ihre Leistung wurde mit der Auszeichnung „Match des Jahres 1994“ belohnt und war zudem das erste WWF-Match, das vom Wrestlingjournalisten Dave Meltzer die höchste Benotung von fünf Sternen erhielt.
Als erster Wrestler durfte er in der WWF den WWF Intercontinental Champion-Titel viermal erhalten. Zusammen mit Triple H, Kevin Nash, Sean Waltman und Shawn Michaels war er Mitglied der berüchtigten „Kliq“, die hinter den Kulissen einen enormen Einfluss auf den Ligenvorstand ausübte. Als Mitglied dieser Gruppe war er auch am sogenannten „Curtain Call“ beteiligt, der sich im Madison Square Garden 1996 zutrug: Der Weggang von Hall und Nash zur Konkurrenzliga WCW war hinter den Kulissen bereits beschlossene Sache. An diesem Abend hatten beide ihren letzten Auftritt als Publikumslieblinge und traten jeweils gegen die als Bösewichter agierenden Triple H und Shawn Michaels an. Nach dem Ende der Show brachen sie den Ehrenkodex der Wrestlingindustrie, das sogenannte Kayfabe, indem alle zusammen im Ring den Abschied feierten. Da Hall und Nash die WWF verließen und Michaels als amtierender Champion nicht suspendiert werden konnte, wurde nur Triple H für diesen Verstoß bestraft.

#### World Championship Wrestling / Extreme Championship Wrestling
1996 kehrte er unter seinem bürgerlichen Namen zu World Championship Wrestling zurück, wo er mit Kevin Nash das Tag-Team „The Outsiders“ darstellte. Zu dieser Zeit arbeitete die WCW, unter der Leitung von Eric Bischoff, an einem neuen Konzept für die Shows. Hall und Nash sollten als ehemalige WWF-Stars dabei helfen, eine feindliche Übernahme zu symbolisieren. Dabei griffen sie immer wieder die Stars der WCW, wie Lex Luger, Sting oder Randy Savage, an. Genau diese drei WCW-Stars ließ man darauf die beiden „Infiltratoren“ beim WCW Bash at the Beach 1996 zu einem 6-Man-Tag-Team-Match herausfordern.
Dem Management der Liga war zu diesem Zeitpunkt klar, dass ein radikaler Schritt getätigt werden musste, um mit der WWF konkurrieren zu können. Da die Karriere von Wrestlinglegende Hulk Hogan nach über zwölf Jahren als Publikumsliebling langsam stagnierte, wagte man einen Gesinnungswechsel. Man schockierte die Wrestlingfans, als Hogan sich als der bis dato unbekannte dritte Mann neben Hall und Nash herausstellte. Diese Formation war fortan bekannt als new World order (nWo) und sorgte für den Beginn der sogenannten „Monday Night Wars“, einem Quotenkrieg der beiden großen Wrestlingorganisationen WCW und WWF. Die „Outsiders“ erhielten mehrfach die WCW World Tag Team Title und auch als Einzelwrestler war Scott Hall erfolgreich. Er wurde zweimal WCW United States Champion. Obwohl er den „World Heavyweight Champion“ ebenfalls hätte erhalten können, wurden ihm größere Titelgewinne wegen ständiger Alkohol- und Drogenprobleme verwehrt. Das Management schickte Hall mehrere Male in Zwangsurlaub, um seine persönlichen Probleme in den Griff zu bekommen. Als sämtliche Bemühungen scheiterten, entließ man Scott Hall aus seinem Vertrag.
Für den 10. und 11. November 2000 wurde Hall von der ECW für wenige Matches verpflichtet.

#### World Wrestling Entertainment / NWA Total Nonstop Action Wrestling
Bei der Übernahme der WCW durch die WWE reformierte man dort ab Februar 2002 die „nWo“ mit Hall, der aber bereits im Mai 2002 wegen seines Backstage-Verhaltens entlassen wurde.
Zwischen Juni 2002 und Anfang 2005 war er, mit teils langen Unterbrechungen, bei TNA aktiv. Allerdings wurde Hall unzuverlässig, weshalb sein Vertrag nicht verlängert wurde. Hall nahm sich nun eine Auszeit, um seine angeschlagene Gesundheit zu kurieren.

#### World Wrestling Council / Total Nonstop Action Wrestling
Hall kehrte 2007 in Puerto Rico als Razor Ramon für die Liga World Wrestling Council ins Wrestling-Geschäft zurück. Er bekam ein WWC-Champions-Title-Match gegen Carlito, das er für sich entscheiden durfte.
Kevin Nash machte sich Ende 2007 bei TNAW für eine erneute Verpflichtung von Hall stark. Geplant war eine Wiederbelebung des Tag-Teams The Outsiders. Immer wieder ließ Nash – im Rahmen der Storyline – bei laufenden iMPACT!-Sendungen den Namen seines ehemaligen Partners fallen.
Nachdem er einen Vier-Monats-Vertrag unterschrieben hatte, gab Hall am 8. November 2007 bei „TNA iMPACT!“ sein offizielles Comeback und erschien mit dem für ihn typischen Dreitagebart und dem Zahnstocher im Mundwinkel. Hall wurde nun für den am 2. Dezember 2007 stattfindenden PPV „TNA Turning Point“ als Teil des Main Events angekündigt. Er blieb der Veranstaltung allerdings fern und musste im Hauptmatch durch Eric Young ersetzt werden. Samoa Joe beschimpfte Hall noch vor dem Match mit den Worten: „Scott Hall, Chico … Du kannst mich mal. Du hast es versaut, und du bist ein Idiot!“. Hall hatte sich bei TNA damit entschuldigen lassen, dass er an einer Lebensmittelvergiftung leide und nicht antreten könne.
Die TNA-Führung war über Halls Verhalten empört. Dessen Fernbleiben bedeutete einen erheblichen finanziellen Verlust für die Promotion. Kevin Nash selbst kritisierte nach der Veranstaltung das Verhalten seines Freundes. Halls Vertrag wurde daher nicht verlängert.
Im Jahr 2009 stand Scott Hall mit der Indy-Promotion IWA East-Coast zwecks Verpflichtung in Verhandlung.
Am 4. Januar 2010 kehrte Hall, zusammen mit Sean Waltman, im Rahmen einer Storyline zurück zu TNA und bereits am 4. Mai 2010 durfte er zusammen mit Kevin Nash die TNA-World-Tag-Team-Titles gewinnen. Doch aufgrund der altbekannten Alkoholprobleme, maßgeblich wurde ein Vorfall von Mitte Mai, wurde Hall Mitte Juni 2010 von TNA wieder entlassen.

### Dritte Rückkehr zur WWE (2014–2021)
Am 5. April 2014 wurde Hall in die WWE Hall of Fame eingeführt; sein Laudator war Kevin Nash. Am 6. April 2021 wurde er erneut in die WWE Hall of Fame als Mitglied der nWo eingeführt. Am 29. März 2015 hatte er einen Gastauftritt bei WrestleMania 31. Sting bestritt mit 56 Jahren sein erstes Match für die WWE gegen Triple H. Die nWo, bestehend aus Hall, Nash und Hogan, griff zu Gunsten von Sting in das Match ein, auf Seiten von Triple H stand das Stable D-Generation X.
2015 war Scott Hall an der Seite von Jake Roberts im Dokumentarfilm The Resurrection of Jake the Snake Roberts zu sehen. Wie Roberts durchlief Hall zu dieser Zeit ein Rehabilitationsprogramm, das von Diamond Dallas Page entwickelt wurde.

### Tod
Anfang März 2022 wurde Hall ins Krankenhaus eingeliefert, nachdem er gestürzt war und sich die Hüfte gebrochen hatte. Nachdem er an der Hüfte operiert worden war, entstand ein Blutgerinnsel, woraufhin er am 12. März drei Herzinfarkte erlitt. Im Wellstar Kennstone Hospital in Marietta, Georgia, wurde er an lebenserhaltende Maschinen angeschlossen.
Seine Familie entschied, die lebenserhaltenden Maßnahmen abzuschalten, worauf Scott Hall am 14. März 2022 im Alter von 63 Jahren starb.

## Titel und Auszeichnungen
- American Wrestling Association

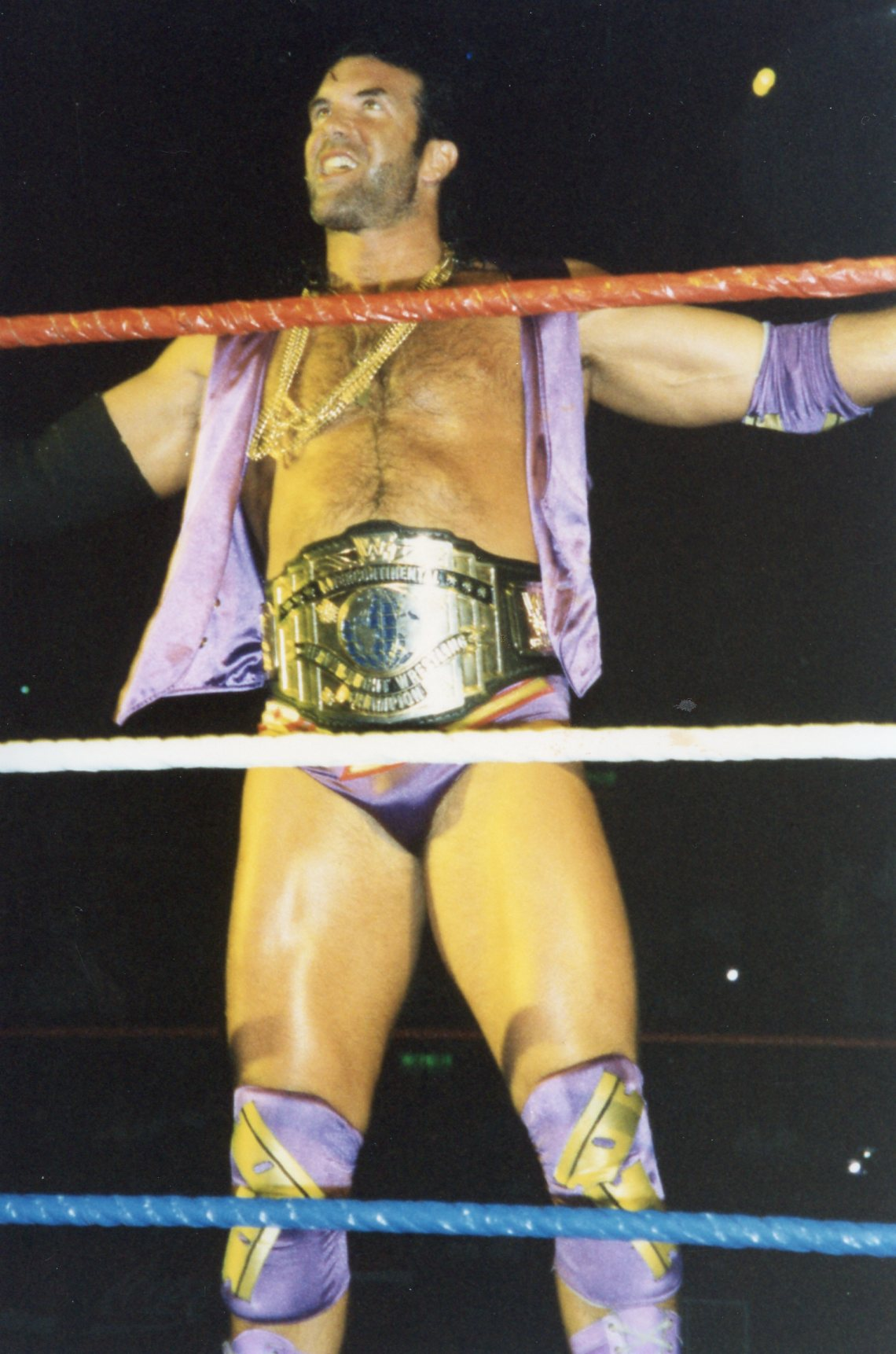
Razor Ramon als Intercontinental Champion (1994)

  - AWA World Tag Team Championship (1×) – mit Curt Hennig

- DDT Pro-Wrestling
  - Ironman Heavymetalweight Championship (1×)

- Pro Wrestling Illustrated
  - Match of the Year (1994) – vs. Shawn Michaels bei WrestleMania X (Laddermatch)
  - Most Improved Wrestler of the Year (1992)
  - Tag Team of the Year (1997) – mit Kevin Nash (The Outsiders)

- Total Nonstop Action Wrestling
  - TNA World Tag Team Championship (1×) – mit Kevin Nash

- United States Wrestling Association
  - USWA Unified World Heavyweight Championship (1×)

- World Championship Wrestling
  - WCW World Television Championship (1×)
  - WCW United States Championship (2×)
  - WCW World Tag Team Championship (7×) – mit Kevin Nash (6) und The Giant (1)
  - WCW World War 3 (1997)

- World Wrestling Entertainment
  - Hall of Fame (2×)
    - Class of 2014 – als Razor Ramon
    - Class of 2020 – als Mitglied der nWo

  - WWF Intercontinental Championship (4×)
  - Slammy Award (2×)
    - Most Spectacular Match (1994) – vs. Shawn Michaels bei WrestleMania X
    - Match of the Year (1995) – vs. Shawn Michaels beim SummerSlam (Laddermatch)
- Battle Royal (Raw) 1993

- World Wrestling Council
  - WWC Universal Heavyweight Championship (1×)
  - WWC Caribbean Heavyweight Championship (1×)

- Wrestling Observer Newsletter
  - Match of the Year (1994) – vs. Shawn Michaels bei WrestleMania X (Laddermatch)
  - Best Gimmick (1996) – als Mitglied der nWo
  - Most Disgusting Promotional Tactic (1998)

## Sonstiges
- Hall hatte während seiner Zeit in der NWA unter dem Namen Texas Scott auch einige Auftritte für die deutschsprachige Liga Catch Wrestling Association.